# Kärrevattnet
Kärrevattnet är en sjö i Uddevalla kommun i Bohuslän och ingår i Örekilsälvens huvudavrinningsområde. Sjön är 23 meter djup, har en yta på 0,199 kvadratkilometer och är belägen 126,5 meter över havet. Sjön avvattnas av vattendraget Vågsätersbäcken.

## Delavrinningsområde
Kärrevattnet ingår i det delavrinningsområde (649049-126592) som SMHI kallar för Mynnar i Viksjön. Medelhöjden är 120 meter över havet och ytan är 17,53 kvadratkilometer. Det finns inga avrinningsområden uppströms utan avrinningsområdet är högsta punkten. Vågsätersbäcken som avvattnar avrinningsområdet har biflödesordning 3, vilket innebär att vattnet flödar genom totalt 3 vattendrag innan det når havet efter 14 kilometer. Avrinningsområdet består mestadels av skog (70 procent). Avrinningsområdet har 2,1 kvadratkilometer vattenytor vilket ger det en sjöprocent på 12 procent.